# Wittenberg
Wittenberg (/ˈwɪtənbɜːrɡ, ˈvɪt-/ WIT-ən-burg, VIT-, tiếng Đức: [ˈvɪtn̩bɛʁk] ⓘ; nghĩa là Dãy núi Trắng; chính thức Lutherstadt Wittenberg (Thành phố Luther Wittenberg)) là một đô thị thuộc huyện Wittenberg, bang Saxony-Anhalt, Đức. Wittenberg nằm bên dòng sông Elbe, cách 60 kilômét (37 mi) về phía bắc của thành phố Leipzig và 90 kilômét (56 mi) về phía tây nam của Berlin với và có dân số 46.008 người năm 2018.
Wittenberg nổi tiếng vì có liên hệ chặt chẽ với Martin Luther và Cải cách Kháng Nghị mà nó đã nhận được danh hiệu Lutherstadt ("Thành phố Luther"). Một số tòa nhà ở Wittenberg gắn liền với các sự kiện này, bao gồm một phần được bảo tồn của tu viện Dòng Augustinô nơi Luther đã từng sống từ khi ông chỉ là một tu sĩ cho đến khi trở thành chủ sở hữu cùng vợ là Katharina von Bora và gia đình, được coi là bảo tàng hàng đầu thế giới dành riêng cho Luther. Wittenberg cũng là thủ phủ của Tuyển đế hầu Sachsen, một tước hiệu do các công tước của Công quốc Sachsen-Wittenberg nắm giữ. Điều này đã khiến Wittenberg trở thành một trong những thành phố hùng mạnh nhất trong Đế quốc La Mã Thần thánh.
Ngày nay, Wittenberg là một trung tâm công nghiệp và điểm du lịch nổi tiếng, được biết đến nhiều nhất với trung tâm lịch sử còn nguyên vẹn và nhiều khu tưởng niệm dành riêng cho Martin Luther và Philip Melanchthon. Các đài tưởng niệm Luther ở thành phố đã được UNESCO thêm vào danh sách di sản thế giới vào năm 1996.

## Lịch sử
Các tài liệu lịch sử lần đầu tiên đề cập đến khu định cư vào năm 1180 như một ngôi làng nhỏ do thực dân Hà Lan-Bỉ thành lập dưới sự cai trị của nhà Ascania. Năm 1260, ngôi làng này trở thành nơi cư trú của các công tước Sachsen-Wittenberg. Đến năm 1293, khu định cư đã được cấp quyền của một thị trấn tự do. Wittenberg đã phát triển thành một trung tâm thương mại quan trọng trong vài thế kỷ sau đó nhờ vị trí trung tâm của nó. Khi nhánh Ascania địa phương suy tàn vào năm 1422, quyền kiểm soát chuyển giao cho nhà Wettin. Thị trấn này đã trở thành một trung tâm chính trị và văn hóa quan trọng của khu vực vào cuối thế kỷ 15, khi Friedrich III, Tuyển đế hầu Sachsen cư trú tại đây từ năm 1486 đến năm 1525. Một số phần ranh giới của thị trấn đã được mở rộng ngay sau đó. Cây cầu thứ hai bắc qua sông Elbe được xây dựng từ năm 1487 đến năm 1490 và nhà thờ lâu đài được xây dựng từ năm 1496 đến năm 1506. Cung điện của tuyển đế hầu cũng được xây dựng lại cùng thời điểm đó.
Năm 1502, Tuyển đế hầu Friedrich thành lập Đại học Wittenberg đã thu hút một số nhà tư tưởng quan trọng, trong đó có Martin Luther-một giáo sư thần học bắt đầu từ năm 1508 và Philipp Melanchthon-một giáo sư tiếng Hy Lạp bắt đầu từ năm 1518.

## Điểm tham quan
Wittenberg là nơi có nhiều di tích lịch sử, cũng như các bức chân dung và các bức tranh của Lucas Cranach der Ältere và Lucas Cranach der Jüngere.
Trên cửa Nhà thờ Các Thánh được xây dựng vào năm 1496–1506, Martin Luther được cho là đã đóng đinh 95 luận đề của mình vào năm 1517. Nhà thờ đã bị hư hại nghiêm trọng do hỏa hoạn vào năm 1760 trong một cuộc bắn phá của người Pháp trong Chiến tranh Bảy Năm. Sau đó nó đã được xây dựng lại, và sau đó đã được khôi phục (1885–1892). Những cánh cửa bằng gỗ, bị cháy năm 1760, được thay thế vào năm 1858 bằng những cánh cửa bằng đồng, mang dòng chữ Latinh của luận đề. Bên trong nhà thờ là những ngôi mộ của của Martin Luther, Philip Melanchthon, Johannes Bugenhagen, Paul Eber và các đại cử tri Friedrich III và Johann cùng tranh chân dung của những nhà cải cách của Lucas Cranach der Jüngere, người cũng được chôn cất tại nhà thờ.
Nhà thờ Thánh Mary, nhà thờ giáo xứ mà Luther thường giảng đạo, được xây dựng vào thế kỷ 14, nhưng đã bị thay đổi nhiều so với thời của Luther. Nó chứa một bức tranh của Lucas Cranach der Ältere đại diện cho Bữa ăn tối cuối cùng với khuôn mặt của Luther và những nhà cải cách khác. Ngoài ra, trong nhà thờ còn có rất nhiều bức tranh lịch sử.
Lutherhaus là nơi Martin Luther học tập và sinh sống cả trước và sau Cải cách hiện là một bảo tàng chứa nhiều hiện vật gắn với cuộc đời ông. Nhà của Melanchthon và Lucas Cranach der Ältere cũng có thể được tìm thấy ở đây. Các bức tượng của Luther, Melanchthon và Bugenhagen tô điểm cho thị trấn. Bên ngoài cổng Elster là nơi Luther công khai đốt tông sắc của Giáo hoàng vào năm 1520 được đánh dấu bằng một cây sồi.

## Kinh tế
Đây là trung tâm quan trọng về hóa chất của công ty Stickstoffwerke Piesteritz. Wittenberg cũng là trụ sở chính của máy truy tìm dữ liệu Ecosia. Du lịch đóng một vai trò quan trọng. Wittenberg là một trong những điểm đến hàng đầu ở Sachsen-Anhalt.
Ga xe lửa trung tâm Lutherstadt Wittenberg là ga đường sắt chính của thị trấn. Nó kết nối Wittenberg với Berlin ở phía bắc, Leipzig và Halle (Saale) ở phía nam. Nhà ga đã được xây dựng lại để thân thiện hơn với môi trường và được mở cửa trở lại vào tháng 12 năm 2016.

## Thành phố kết nghĩa
Wittenberg có những thành phố kết nghĩa sau:
- Göttingen, Đức (1988)
- Bretten, Đức (1990)
- Springfield, Hoa Kỳ (1995)
- Békéscsaba, Hungary (1999)
- Haderslev, Đan Mạch (2004)
- Beveren, Bỉ (2019)
- Mediaș, Rumani (2019)
- Mogilev, Belarus (2019)

## Hình ảnh

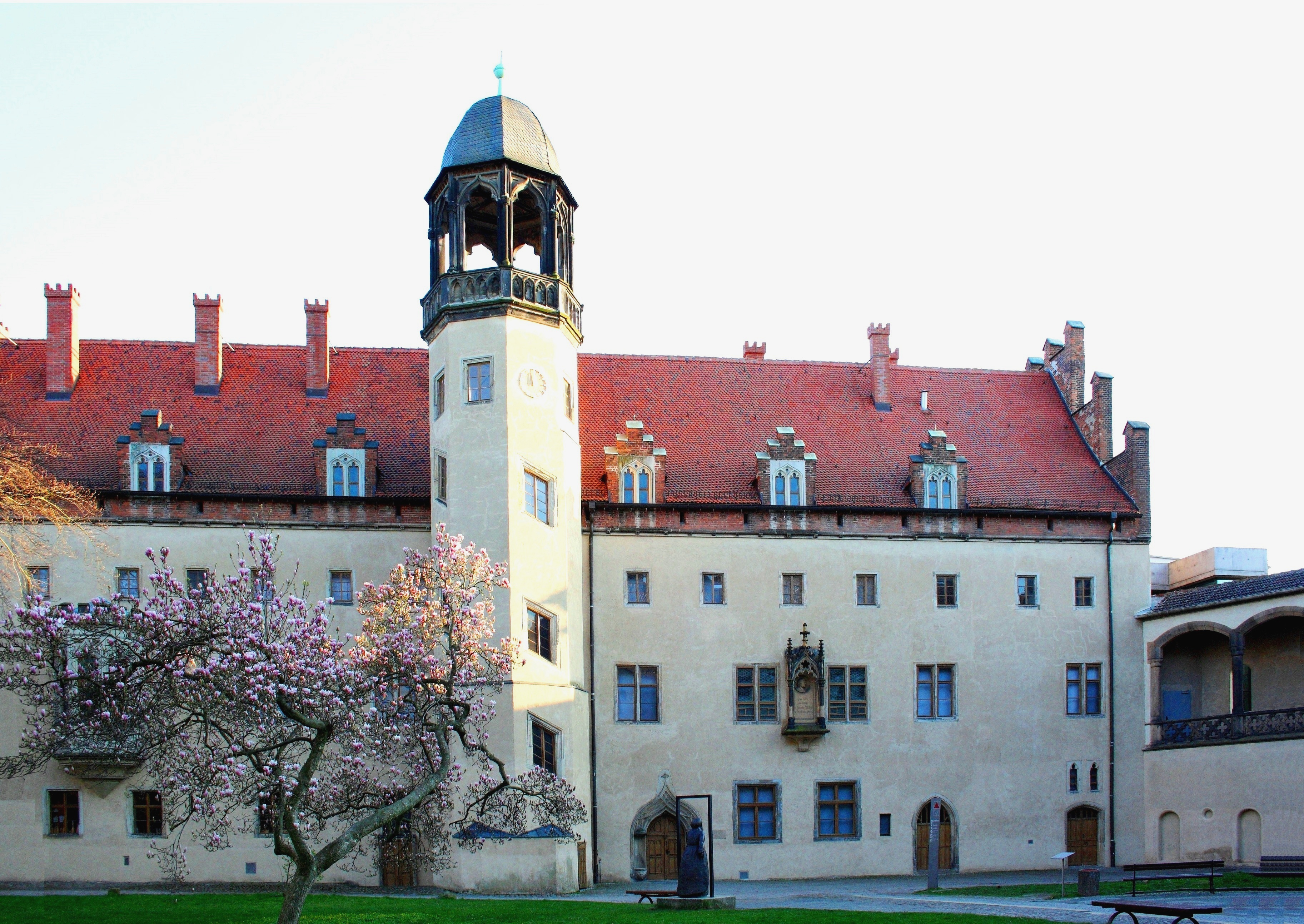
Bảo tàng Lutherhaus ở Wittenberg
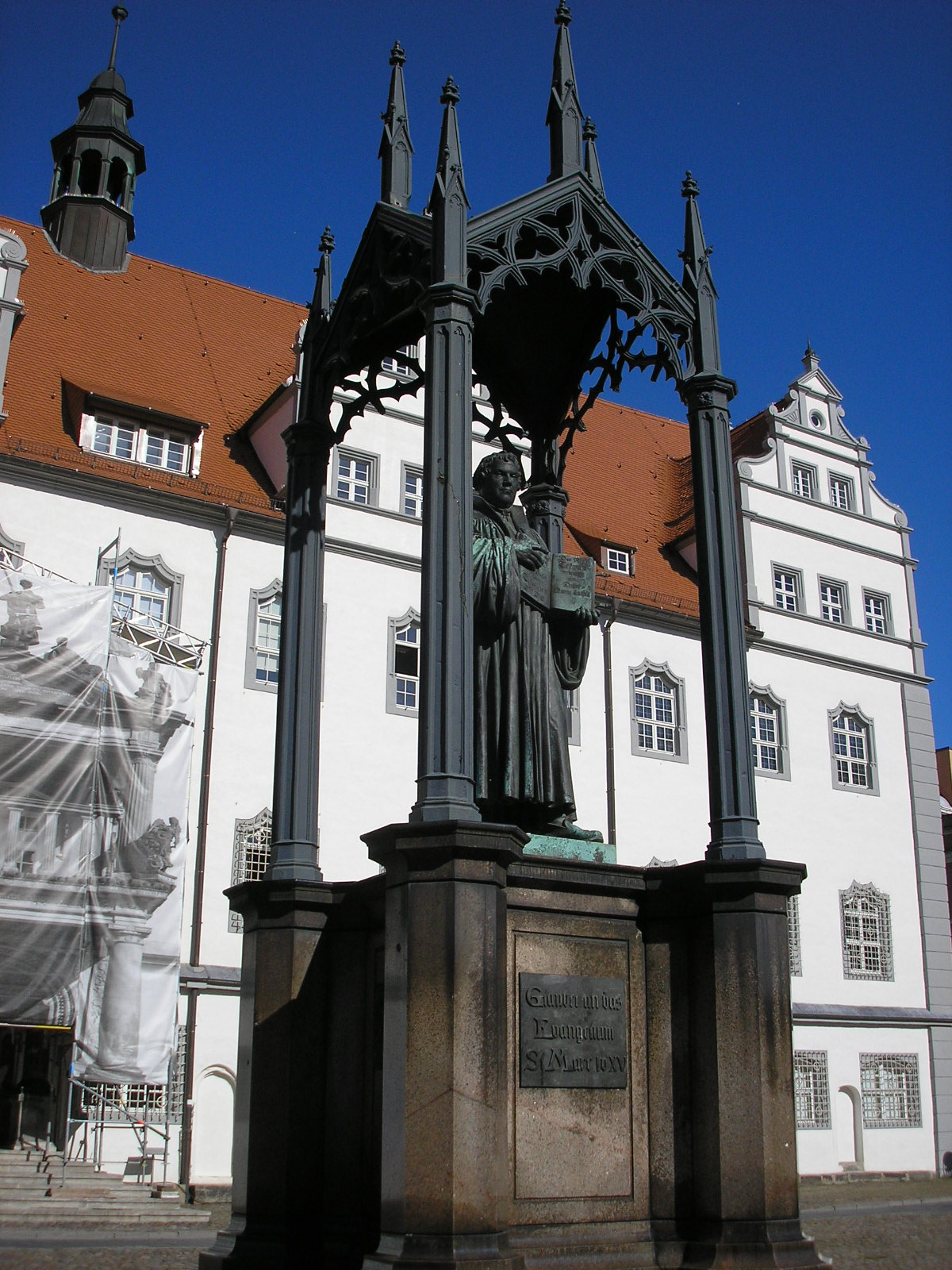
Lutherdenkmal auf dem Marktplatz, đài tưởng niệm Martin Luther ở quảng trường
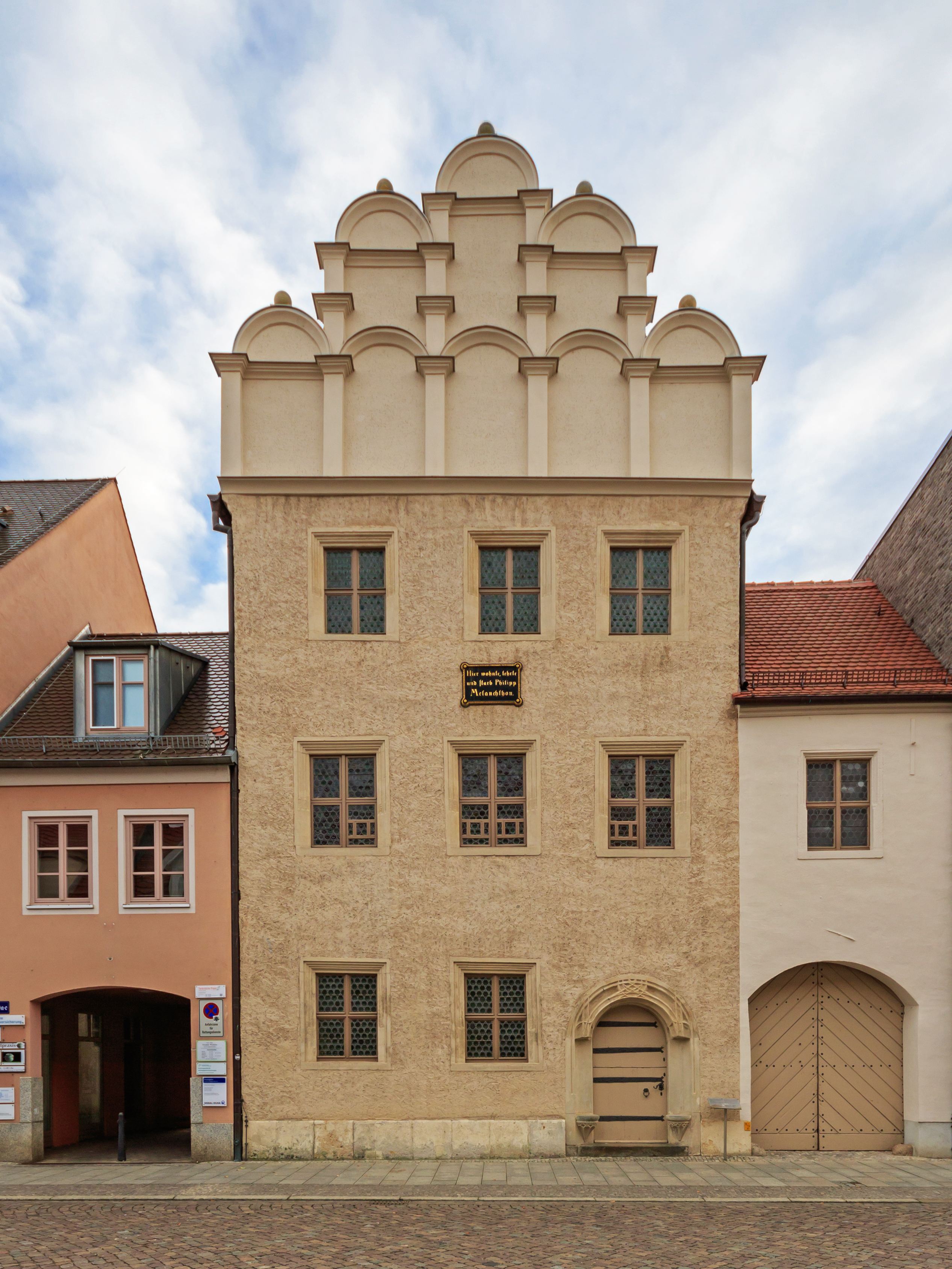
"Melanchton-Haus", Dinh thự của Philipp Melanchthon
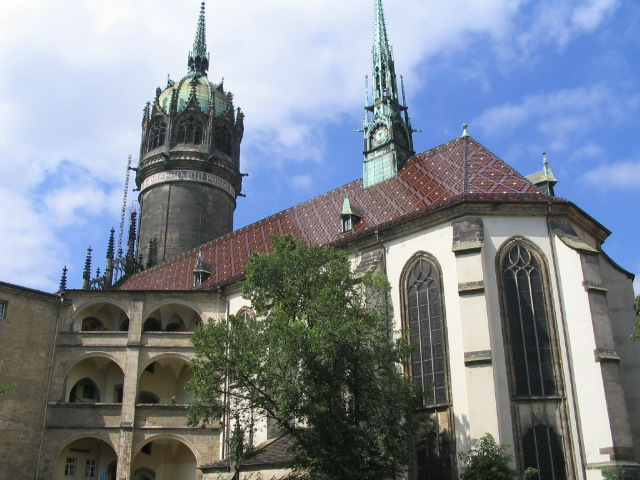
"Schlosskirche", Nhà thờ Các Thánh
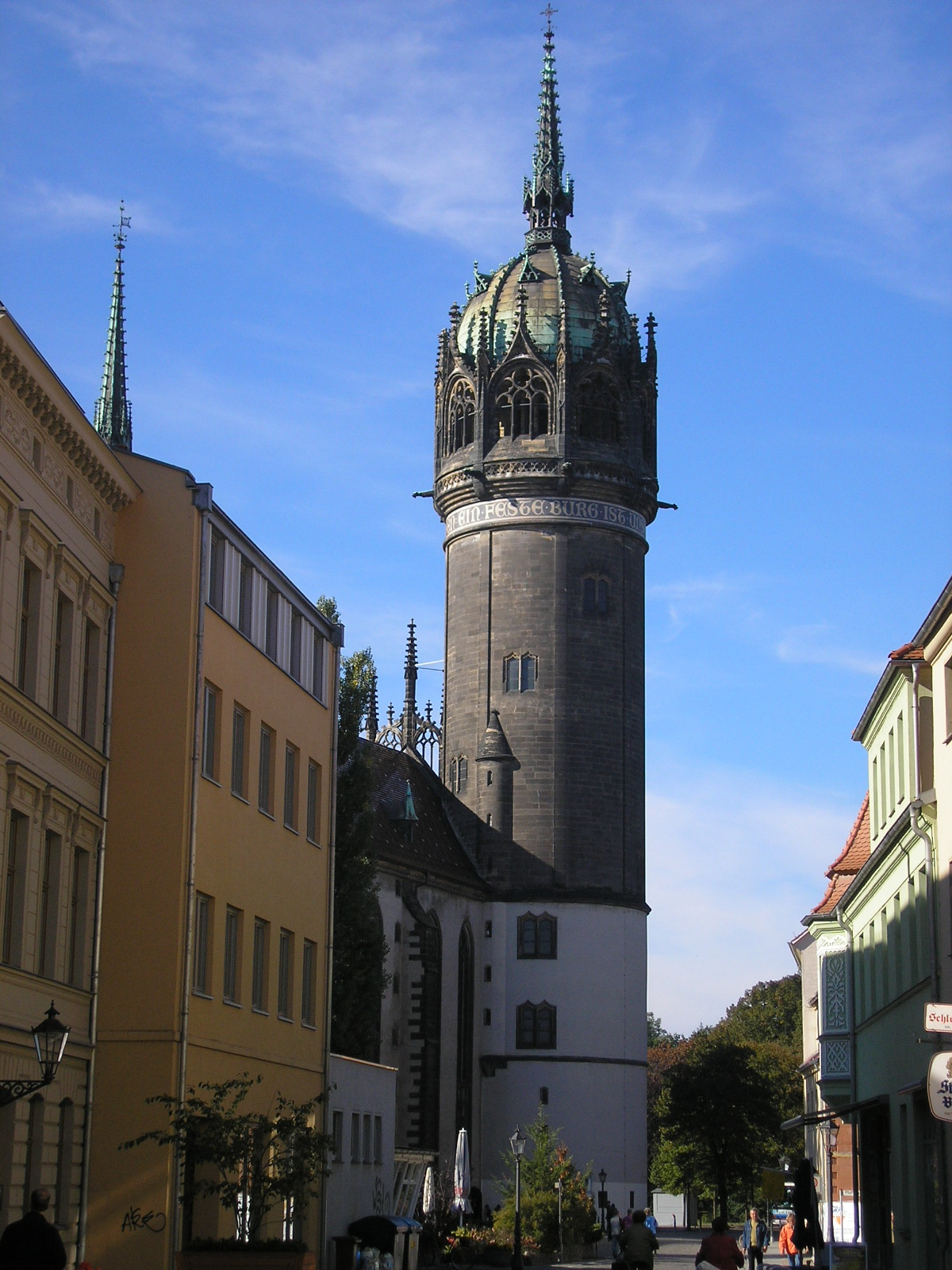
"Turm der Schlosskirche", Ngọn tháp Nhà thờ Các Thánh
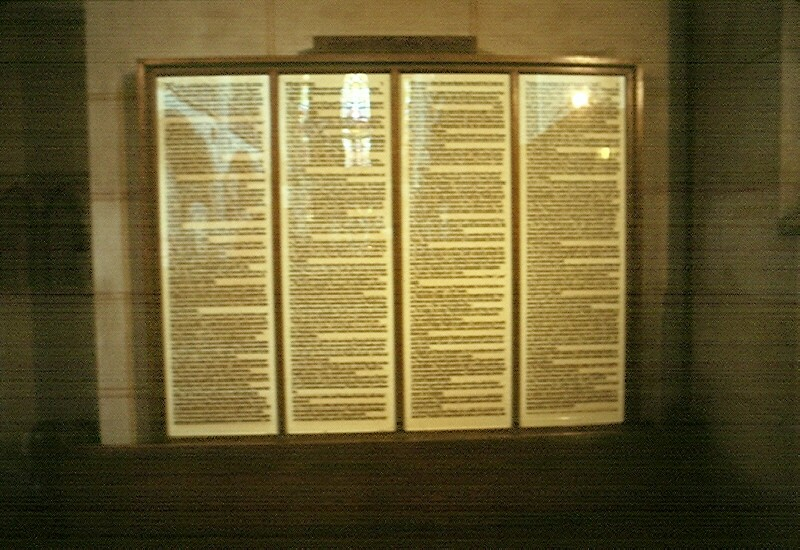
Bản sao của 95 luận đề bên trong Nhà thờ Các Thánh
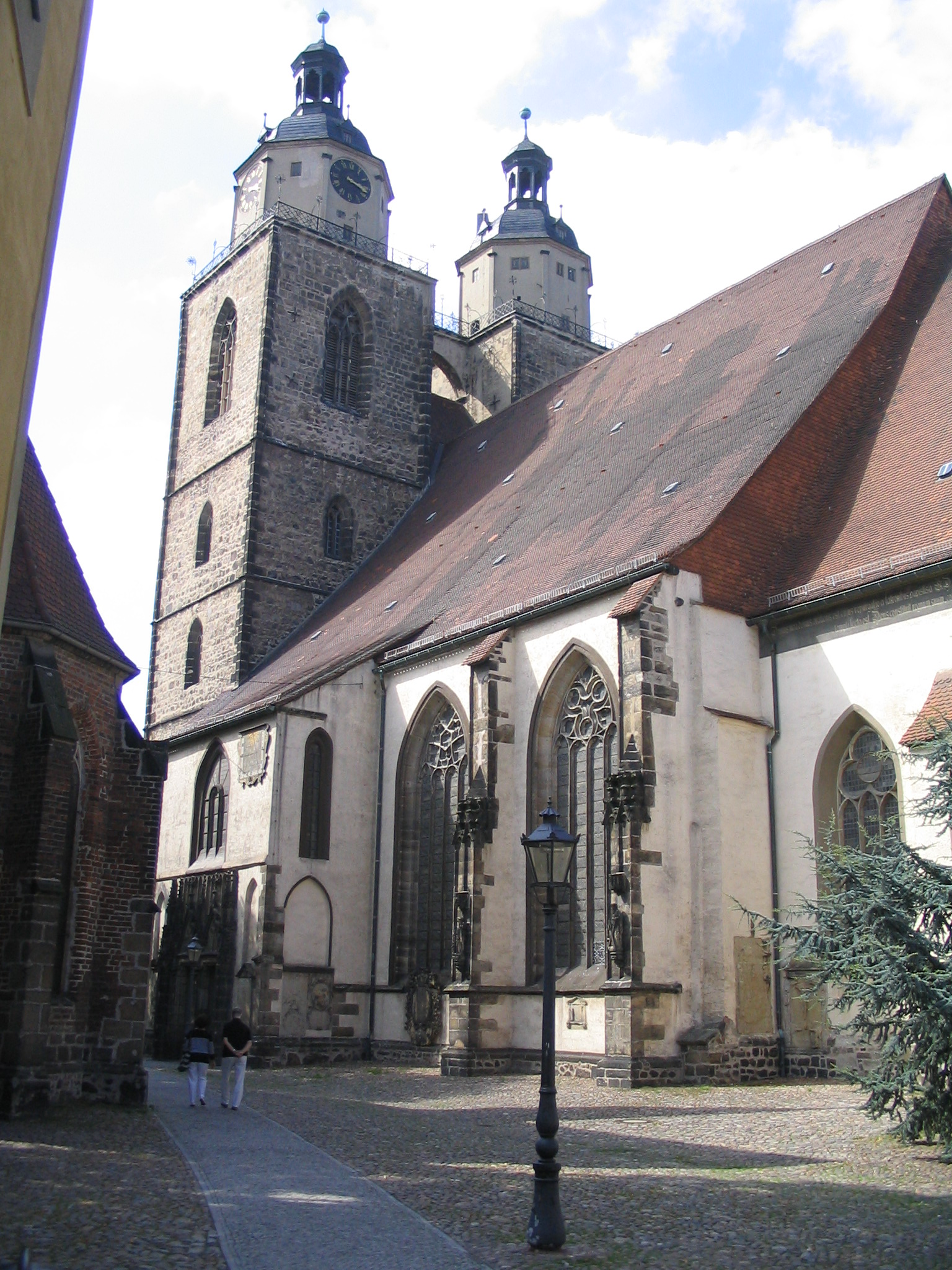
"Stadtkirche", Nhà thờ Thành phố
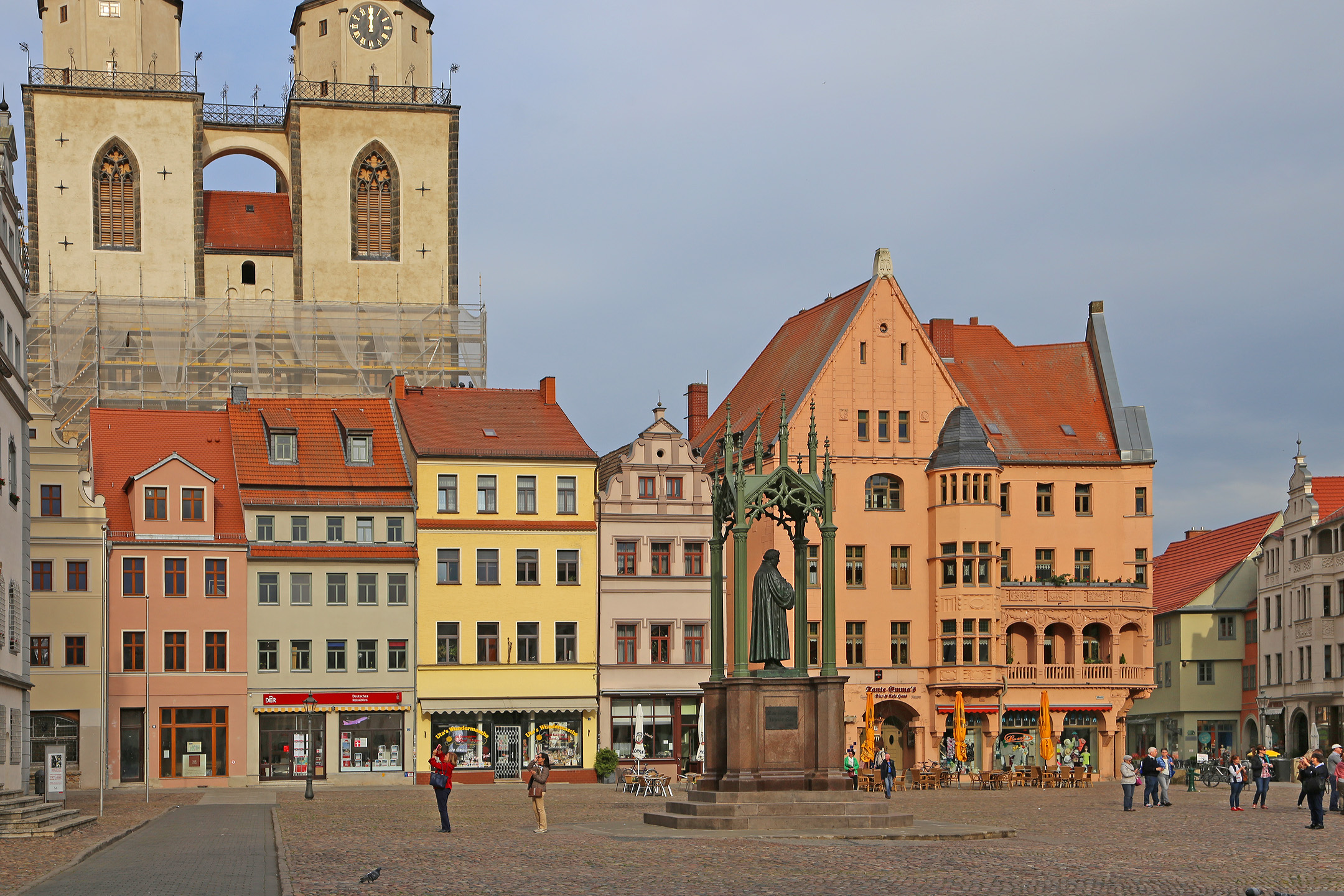
Quảng trường với hai ngọn tháp của Nhà thờ Thành phố ở phía sau
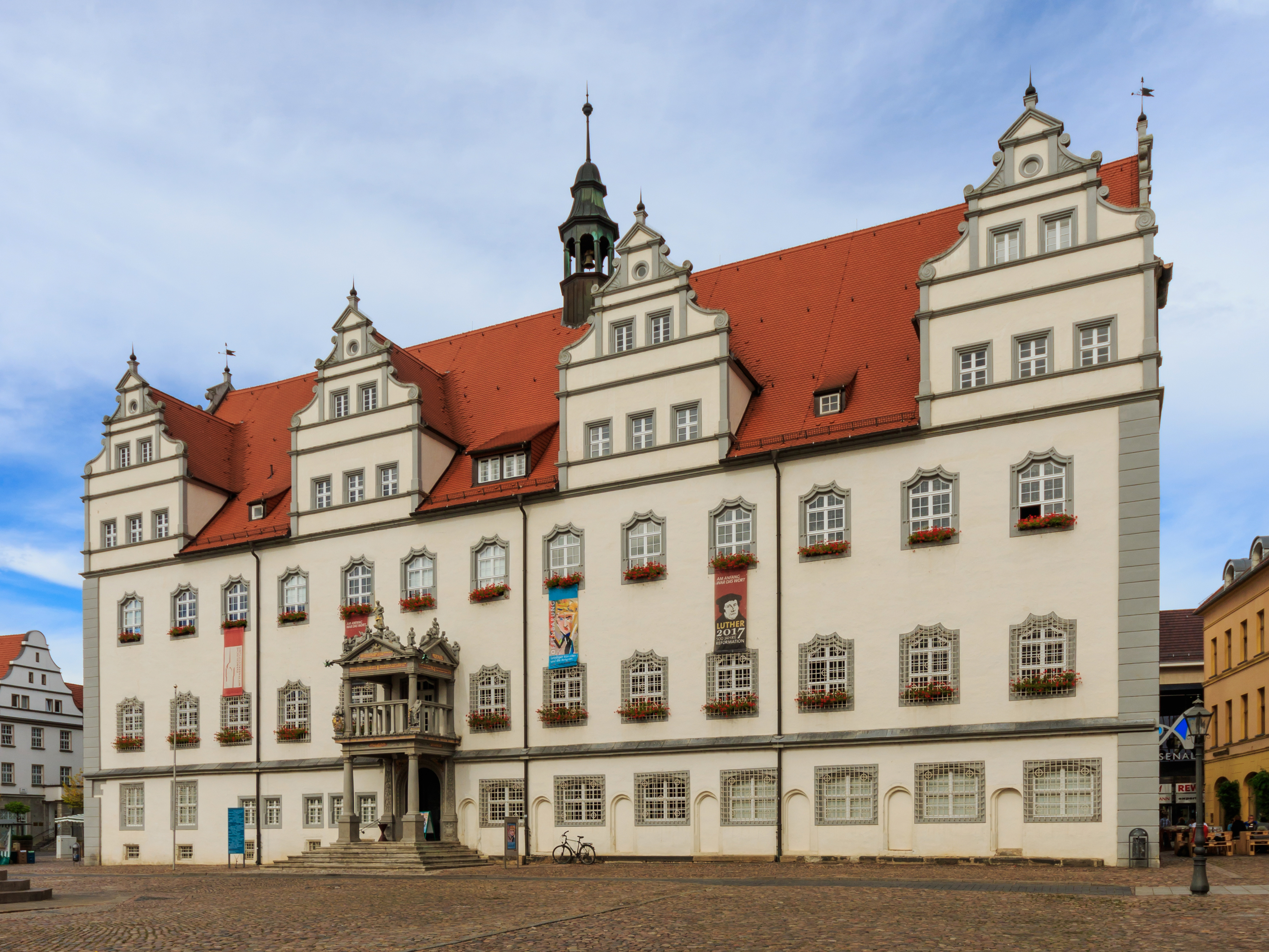
"Rathaus", Tòa thị chính
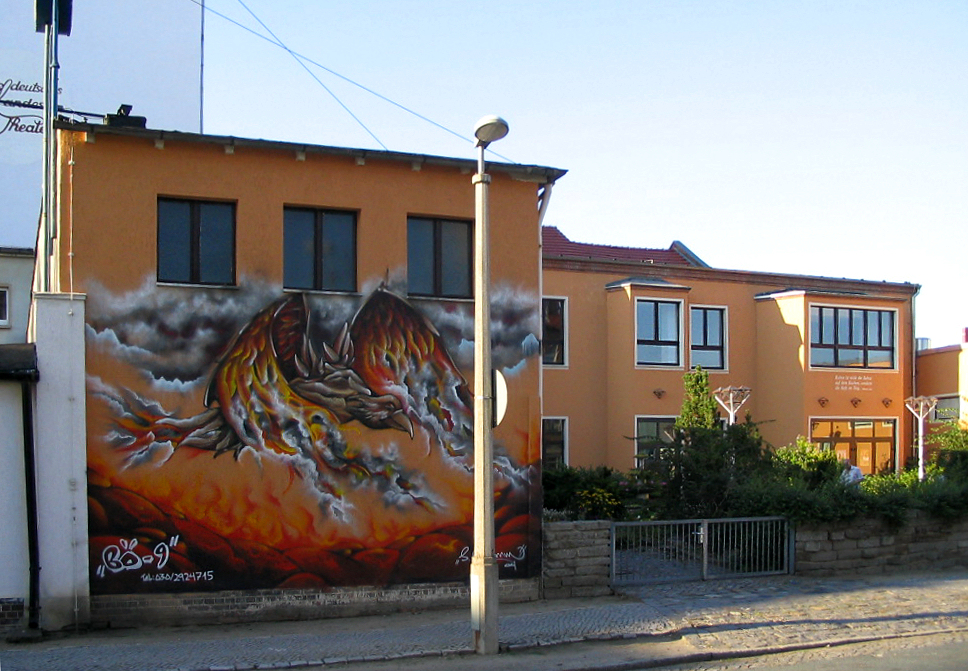
Nhà hát ở Wittenberg
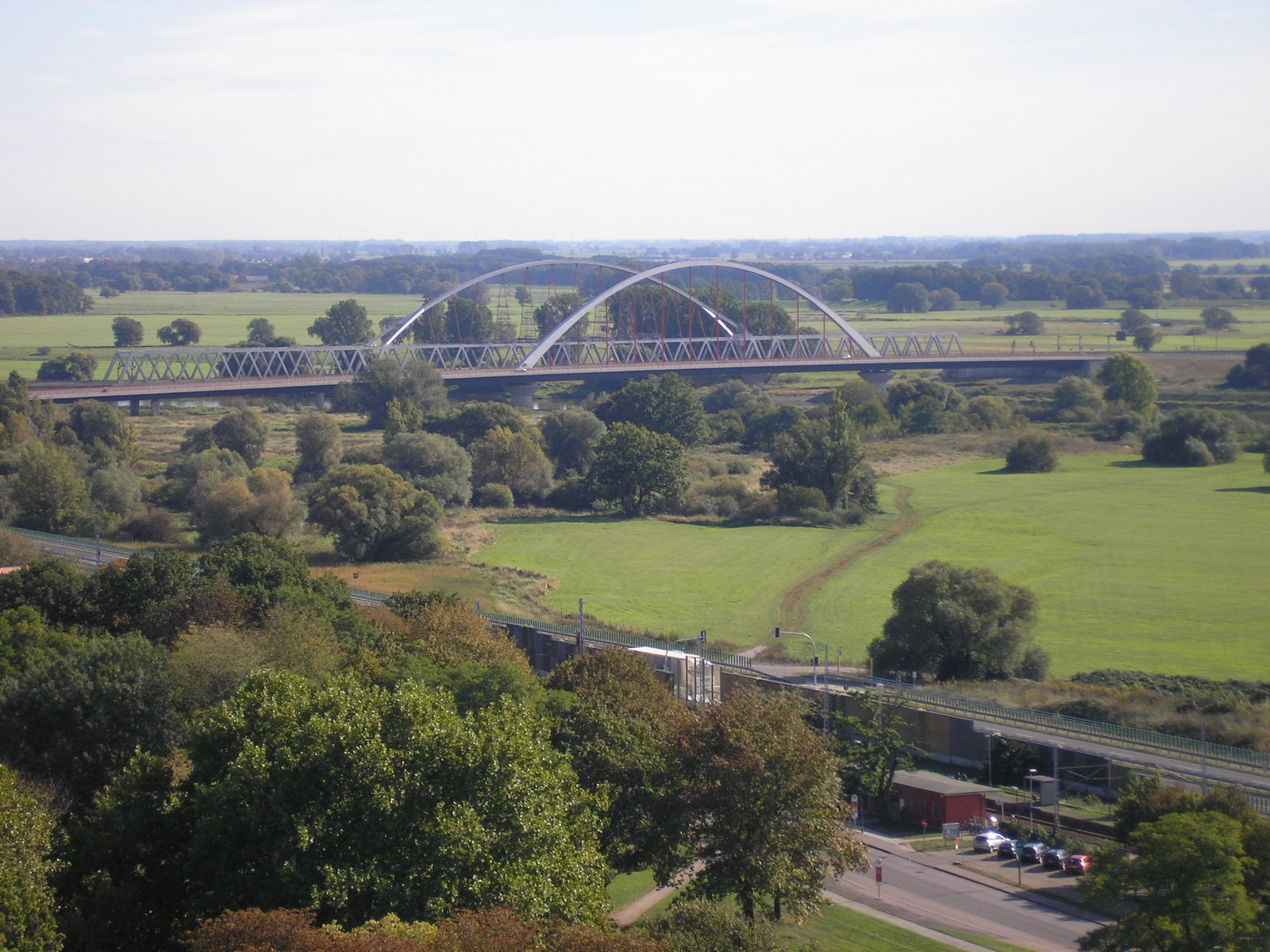
"Elbbrücke", Cây cầu bắc qua sông Elbe gần Wittenberg
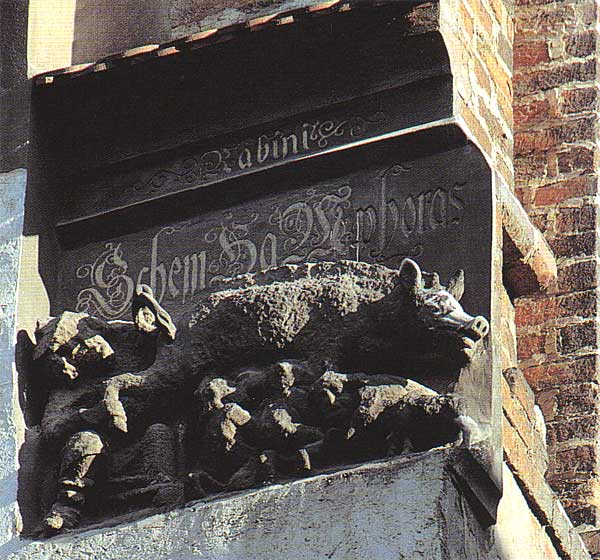
Chi tiết của Judensau
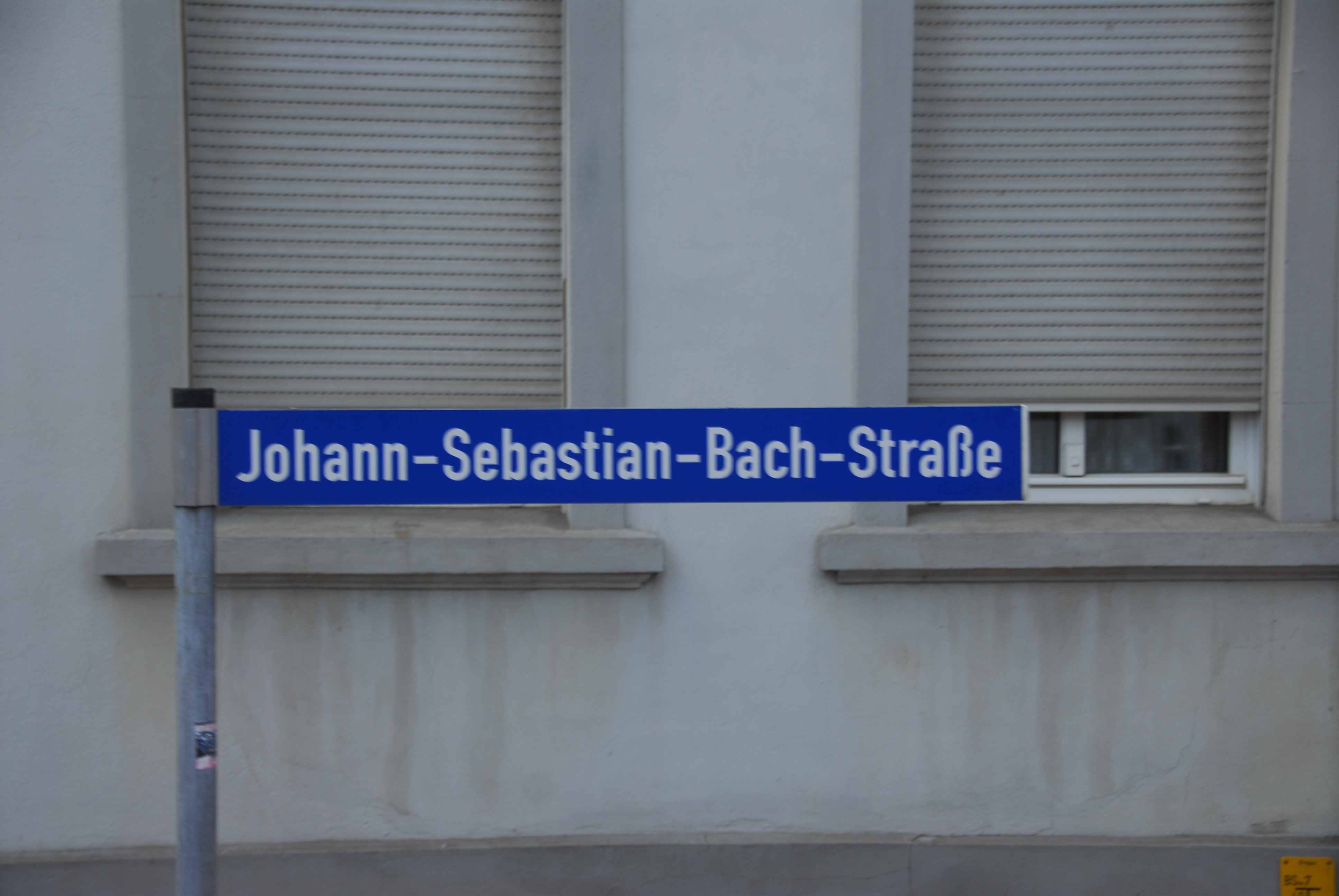
Đường Johann Sebastian Bach
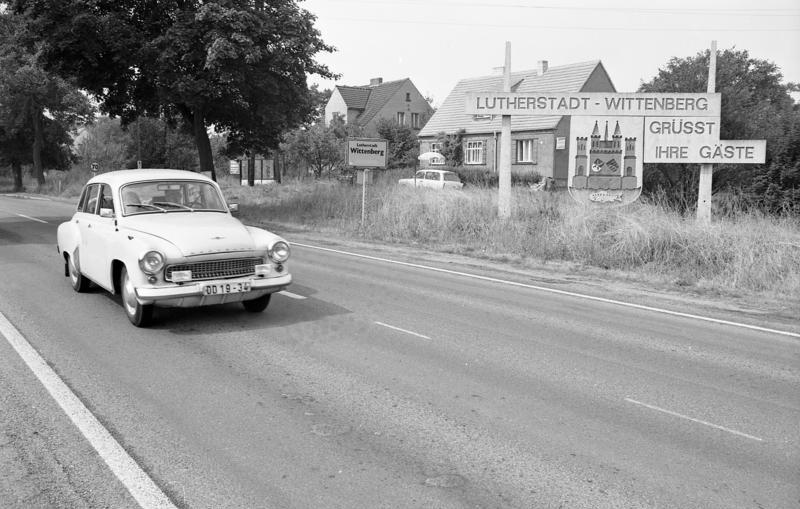
Biển báo cùng với huy hiệu thành phố
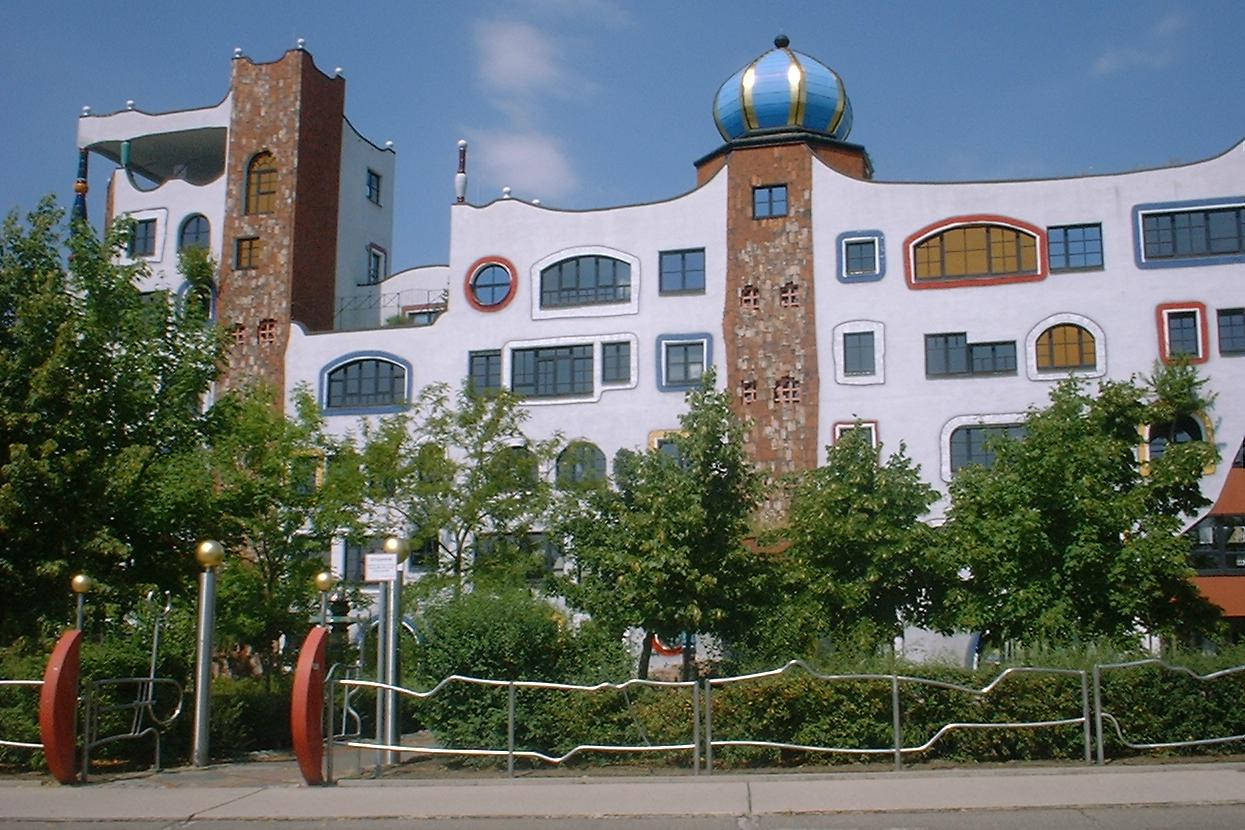
Hundertwasserschule